# Anna Duszak
Anna Antonina Duszak (4. dubna 1950 – 25. prosince 2015) byla polská jazykovědkyně. Byla průkopníkem analýzy diskurzu v Polsku.
Vydala více než 100 děl v oblasti analýzy diskurzu, kritické analýzy diskurzu, sociální sémiotiky, pragmatiky, sociolingvistiky a textové lingvistiky.
Doktorát získala v roce 1979 na základě práce A Semantic Analysis of English Verbs with Semantically and Formally Related Nominal Counterparts in Present-day English. Habilitovala v roce 1987. V roce 2004 byla jmenována profesorkou humanitních věd.

## Publikace
- 1987. The Dynamics of Topics in English and Polish. Warszawa, Wydawnictwa Uniwersytetu Warszawskiego
- 1998. Tekst, dyskurs, komunikacja międzykulturowa. Warszawa: PWN
- 1997. Culture and Styles of Academic Discourse, (red.). Berlin: Mouton de Gruyter